# Fionn mac Cumhaill

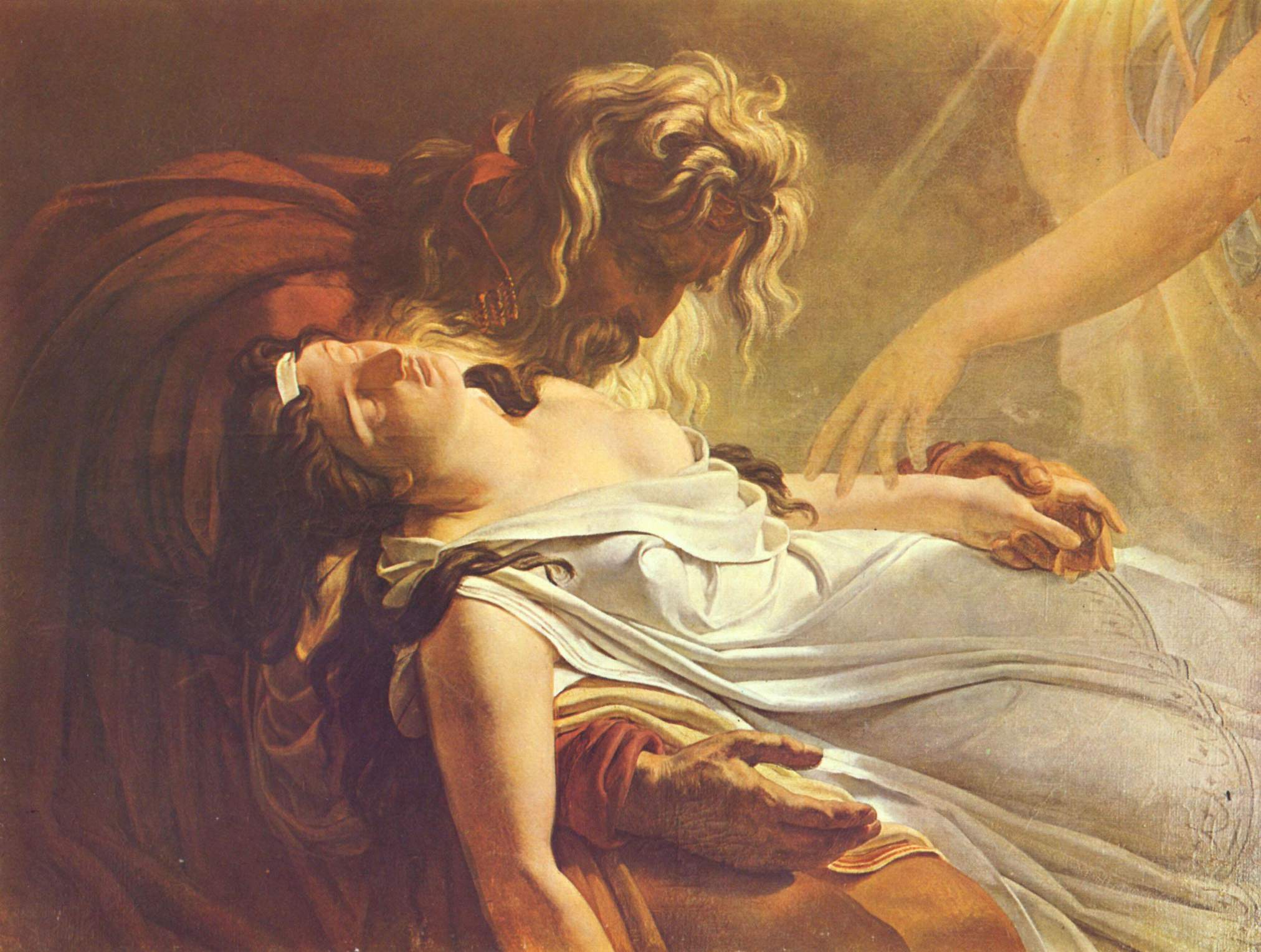
Finn e Malvina morente, in un quadro storico del XIX secolo, ad opera di Ary Scheffer (forse ispirato, o da attribuire completamente, a Girodet), conservato nel museo civico Auguste-Grasset di Varzy.

Fionn Mac Cumhaill (pronuncia: fin mac cul, antico irlandese Finn o Find mac Cumail o mac Umaill, successivamente anglicizzato in Finn McCool) era un mitico cacciatore-guerriero della mitologia irlandese, figlio di Cumhall, presente anche nella mitologia scozzese e nell'Isola di Man. La storia di Fionn e dei suoi seguaci, i Fianna, formano il ciclo feniano (Fiannaidheacht), gran parte del quale si suppone narrato dal figlio di Fionn e della poetessa Sadbh, il poeta Oisín.

## Etimologia
Il termine Fionn o Finn, attualmente, utilizzato oggi come soprannome, significa "biondo", "bianco", o "luminoso". Il suo nome d'infanzia era Deimne e diverse leggende raccontano di come si guadagnò il soprannome Fionn quando i suoi capelli diventarono precocemente bianchi.
In lingua gallese il nome "Fionn" è collegato al nome Gwyn, come nella figura mitologica Gwyn ap Nudd e alla divinità continentale Vindos.
L'organizzazione rivoluzionaria irlandese del diciannovesimo secolo conosciuta come la Fenian Brotherhood (Fratellanza Feniana) prese appunto nome da queste leggende. Il nome scozzese Fingal deriva da un rivisitazione dei racconti epici del diciottesimo secolo del poeta James Macpherson.

## Leggenda

### Nascita
Le prime avventure di Fionn sono contenute nella raccolta The Boyhood Deeds of Fionn ("L'infanzia di Fionn"). Figlio di Cumhall, capo dei Fianna, e di Muirne, figlia del druido Tadg mac Nuadat che viveva sulla collina di Almu nella Contea di Kildare. Cumhall rapì Muirne poiché il druido si oppose alla loro unione. Tadg fece appello al re supremo d'Irlanda Conn delle Cento Battaglie, il quale dichiarò Cumhall fuorilegge. Conn e Cumhall si scontrarono nella Battaglia di Cnucha. Cumhall fu ucciso da Goll mac Morna, che si mise a capo dei feniani.
Muirne rimase incinta. Il padre la ripudiò e ordinò che fosse bruciata, ma Conn non lo permise e la mise sotto la protezione di Fiacal mac Conchinn e di sua moglie, la druida Bodhmall, sorella di Cumhall. Nella casa di Fiacal diede alla luce un figlio che chiamò Deimne.

### Infanzia
Muirne affidò il figlio alle cure di Bodhmall e della guerriera Liath Luachra. Lo allevarono in gran segreto nella foresta di Sliabh Bladma, insegnandogli le tecniche di guerra e di caccia. Una volta cresciuto, entrò in incognito a servizio di alcuni re locali. Ma quando lo riconobbero come il figlio di Cumhall, lo cacciarono temendo di non riuscire a proteggerlo dai suoi nemici.
Il giovane Fionn incontrò il suo maestro, il druido folletto e poeta Finnegas, vicino al fiume Boyne e divenne suo allievo. Finnegas aveva trascorso sette anni cercando di pescare il salmone della saggezza nelle acque di uno stagno del Boyne: chiunque avesse mangiato il salmone, avrebbe acquisito tutto lo scibile immaginabile. Finalmente riuscì a pescarlo e chiese al ragazzo di cucinarlo per lui. Fionn si scottò il pollice mentre stava cuocendo il pesce e istintivamente si mise il dito in bocca per alleviare il dolore, ingoiando inavvertitamente un pezzo di pelle del salmone. In questo modo Fionn acquisì la saggezza del salmone e capì come vendicarsi di Goll. Nelle storie successive apprendiamo di come Fionn sfrutti la saggezza del salmone succhiandosi il pollice al momento del bisogno.
In questo mito l'importanza del salmone dimostra la stima per questa famiglia di pesci, ammirazione riscontrata anche in altre mitologie. In particolare nel racconto ci si riferisce alla variante Salmonidae midlandus. Nella mitologia irlandese questa specie ricopre un ruolo di primo piano grazie alla sua forza, al suo aspetto (più grande e con una gamma di variopinti colori) e alla rarità. La storia di Fionn e del salmone della saggezza è simile alla leggenda gallese di Gwion Bach. Ciò potrebbe far pensare a una fonte comune per entrambi i racconti.

### Età adulta
Ogni anno per ventitré anni, in occasione del Samhain (celebrazione che segnava la fine della stagione della luce e l'inizio dell'inverno), Aillén mac Midgna, un essere soprannaturale chiamato L'Incendiario, bruciava Tara con il suo alito di fuoco dopo aver fatto addormentare tutti i suoi abitanti suonando una musica celestiale. I Fianna, guidati da Goll mac Morna, non potevano fare nulla per evitare il disastro. Fionn arrivò a Tara con la borsa appartenuta al padre, ricoperta di pelle di gru e contenente le sue armi magiche. Si tenne sveglio punzecchiandosi con la punta della propria lancia e poi la utilizzò per uccidere Aillen. Dopo questo fatto, Fionn fu riconosciuto come figlio di Cumhall e fu messo a capo dei Fianna: Goll si fece da parte di sua volontà e divenne un fedele seguace di Fionn. Tuttavia, in molti racconti la loro alleanza viene descritta come complicata e piena di ostilità. Fionn domandò a Tadg un risarcimento per la morte del padre, minacciando di sfidarlo a duello o di provocare una guerra se si fosse rifiutato. Tadg gli offrì la sua dimora e la collina di Alan e Fionn accettò i doni.

### Vita amorosa
Fionn incontrò la moglie Sadbh (pronuncia: sav e) mentre stava cacciando. Era stata trasformata in una cerva dal druido Fear Doirich (Uomo Scuro) per aver rifiutato il suo amore. I cani di Fionn, Bran e Sceolan (o Sceolang), una volta esseri umani, riconobbero che la cerva era un essere umano. Fionn non la uccise. L'animale si ritrasformò in una bellissima donna e Fionn la sposò. L’incanto era stato rotto dal Dun di Allen, la base di Fionn, dove fin quando ella rimane al suo interno l'incantesimo non ha effetto. Sadbh rimase subito incinta. Un po’ di tempo dopo, Fionn esce per respingere alcuni invasori e Sadbh rimane nel Dun. Fer Doirich si finge Fionn, e convince Sadbh ad uscire dal Dun, perciò si ritrasforma immediatamente in cerva. Fionn la cercò, ma non riuscì a trovarla. Sette anni dopo Fionn riuscì a riunirsi con il figlio Oisín, che diventò uno degli uomini più in importanti della tribù dei Fianna.
In La Caccia di Diarmuid e Gráinne, una delle storie più famose del ciclo feniano, il re supremo Cormac mac Airt promise in sposa la figlia Gráinne all'ormai anziano Fionn, ma Gráinne si innamorò invece di un fianna, Diarmuid Ua Duibhne. I due amanti scapparono con Fionn alle calcagna e furono aiutati dal padre adottivo di Diarmuid, il dio Aengus. Alla fine Fionn si riappacificò con la coppia. Anni dopo, tuttavia, Fionn invitò Diarmuid a una battuta di caccia al cinghiale e Diarmuid fu ferito dall'animale. Fionn possedeva la capacità di guarire le persone facendo bere l'acqua dalle sue mani. Quando Fionn andò a raccogliere l'acqua da un ruscello, fece deliberatamente scorrere l'acqua tra le dita e ritornò a mani vuote da Diarmuid. Oscar, il nipote di Fionn, arrivò a minacciarlo per fargli portare l'acqua a Diarmuid, ma quando Fionn tornò con le mani piene d'acqua era troppo tardi. Diarmuid era morto.

### Morte
Esistono diverse versioni sulla morte di Fionn: secondo la più famosa, Fionn non è affatto morto ma dorme in una miniera sotto Dublino, pronto a svegliarsi e a difendere l'Irlanda nel momento del bisogno. Una leggenda del X-XI secolo narra invece di Mongán (morto nel 625 a.C), figlio secondo alcuni di Fiachnae mac Báetáin e secondo altri di Manannán mac Lir, e lo descrive come la reincarnazione di Fionn.

## Folklore
Diverse caratteristiche geografiche dell'Irlanda sono state attribuite a Fionn. Secondo la leggenda costruì il Selciato del gigante, una formazione fatta di colonne basaltiche che avrebbe collegato l'Irlanda e la Scozia. Secondo un'altra leggenda una volta Fionn sollevò un "pezzo" di Irlanda per gettarla al suo rivale scozzese, ma mancò il bersaglio e la mole di terra cadde in mezzo al Mare d'Irlanda: il blocco diventò l'Isola di Man, la parte composta di ciottoli divenne Rockall e la rimanente parte vuota diventò il Lough Neagh. In Scozia c'è una grotta che prende il nome da Fionn, la Fingal's Cave sull'isola di Staffa, e possiede le stesse colonne basaltiche esagonali del Selciato del gigante.
Nell'isola di Terranova e in alcune parti della Nuova Scozia, si parla dell'"insurrezione di Fingal" in modo quasi patriottico grazie alle canzoni popolari.
Nelle tradizioni dell'Isola di Man Fionn è un gigante conosciuto come Finn MacCooill. La leggenda narra che una volta stabilitosi sull'isola, un folletto dispettoso andò a sfidarlo in duello. Volendo evitare le maniera forti, Finn si nascose in una culla mentre sua moglie intratteneva il folletto, cercando di far passare il marito per un bambino e di spaventare il visitatore. Diede al folletto una frittella che conteneva al suo interno un pezzo di ferro. Ovviamente il visitatore non riuscì a mangiarla e la moglie di Finn rispose che suo marito mangiava sempre dolci del genere. Poi diede una seconda frittella a Finn camuffato da infante, che la divorò in un battibaleno. Vedendo che anche il figlio era così forte, il folletto pensò fosse meglio evitare il duello e se la svignò. Successivamente i due si incontrarono e si sfidarono nella battaglia di Kirk Christ Rushen. I piedi di Finn crearono il canale tra le isolette di Calf of Man e di Kitterland e il canale tra Kitterland e l'Isola di Man.